# Piazza Benedetto Cairoli
Piazza Benedetto Cairoli är ett torg (piazza) i Rom, beläget i Rione Regola och Rione Sant'Eustachio. Torget är uppkallat efter den italienske politikern Benedetto Cairoli (1825–1889). Torget hette tidigare Piazza Tagliacozza efter Isabella di Tagliacozzo (död 1270), som var gift med kondottiären Napoleone Orsini (död 1282).
På piazzan står en fontän, uppställd år 1888. Fontänens kar av granit från Baveno härstammar från Forum Romanum. På piazzan finns även ett monument över den italienske patrioten och politikern Federico Seismit-Doda (1825–1893), utfört år 1919 av skulptören Eugenio Maccagnani (1852–1930).
På piazzans norra sida är kyrkan San Carlo ai Catinari belägen. Den uppfördes mellan 1612 och 1620 efter ritningar av Rosato Rosati, medan fasaden i travertin är ett verk av Giovanni Battista Soria år 1638.
Palazzo Santacroce alla Regola, ritat av Francesco Peparelli, är beläget vid piazzans västra sida. Fontänen på palatsets innergård framställer gudinnan Venus i ett snäckskal, flankerad av delfiner och putti.

## Bilder
| - Piazzan med en dricksvattenfontän, en så kallad nasone, i förgrunden. - Monumentet över Federico Seismit-Doda. - Kyrkan San Carlo ai Catinari. - Palazzo Santacroce alla Regola. - Fontänen på innergården till Palazzo Santacroce alla Regola. |

## Kommunikationer
- Spårvagnshållplats Arenula/Cairoli – Roms spårväg, linje Venezia–Casaletto 8